# Larisa Lazutina
Larisa Lazutina (en russe : Лариса Евгеньевна Лазутина ; en français : Larissa Evguenievna Lazoutina), née Larisa Ptitsyna le 1er juin 1965 à Kondopoga, en RSSA de Carélie (Union soviétique), est une  fondeuse russe.
Représentant l'Union soviétique, puis l'Équipe unifiée aux Jeux olympiques (CEI) et la Russie, elle remporte sept médailles olympiques en quatre participations aux Jeux olympiques, cinq titres dont trois en relais quatre fois cinq kilomètres, et une médaille d'argent et une médaille de bronze. Elle remporte également seize médailles aux Championnats du monde, dont onze titres, trois médailles d'argent et deux de bronze. Elle termine à deux reprises à la première place du classement général de la coupe du monde, en 1990 et en 1998.
Elle est toutefois plus connue pour avoir été convaincue de dopage lors des Jeux olympiques de 2002 de Salt Lake City où elle obtient trois podiums, dont la première place du trente kilomètres, avant de voir ses résultats annulés et ses trois médailles retirées.

## Biographie
Interessée par le ski à l'âge de dix ans, Larisa Lazutina dispute sa première compétition sous l'égide de la Fédération internationale de ski (FIS) en 1983. Elle prend son premier départ dans une course de coupe du monde à Mourmansk sur un dix kilomètres le 24 mars 1984. Elle obtient ensuite son premier podium avec une troisième place lors du vingt kilomètres à Oberstdorf le 20 février 1987, dans le cadre des Championnats du monde de ski nordique, derrière Marie-Helene Östlund et Anfisa Reztsova. Trois jours plus tôt, elle obtient sa première médaille mondiale, l'or, avec le relais quatre fois cinq kilomètres composé d'Antonina Ordina, Nina Gawriljuk, Lazutina et Anfisa Reztsova. Lors de l'édition suivante, à Lahti en 1989, elle n'est pas alignée au sein du relais soviétique, qui termine deuxième, mais obtient une médaille d'argent lors de la dernière course de la compétition, le trente kilomètres, où elle est devancée par sa compatriote Elena Välbe. Elle termine cette saison 1988-1989 au cinquième du classement général.
Avec sept podiums en onze courses de coupe du monde, dont une victoire sur un quinze kilomètres à Calgary, Larisa Lazutina remporte pour la première fois le classement général, devant Elena Välbe et la Norvégienne Trude Dybendahl.
Larisa Lazutina dispute sa première épreuve olympique lors des Jeux olympiques de 1992 à Albertville sur le cinq kilomètres classique : elle termine septième d'une course remportée par la Finlandaise Marjut Rolig-Lukkarinen, Lazutina étant la quatrième représentante de la CEI avec Lioubov Iegorova et Elena Välbe, deuxième et troisième, et  Olga Danilova, sixième. Le lendemain, elle termine huitième de la première édition de la poursuite, course remportée par Egorova devant l'Italienne Stefania Belmondo et Välbe. Grandissime favorite du relais, l'équipe de la CEI est en tête après le premier relais de Välbe, puis Raisa Smetanina se fait doubler par la Norvégienne Inger Helene Nybråten. Lazutina place son équipe en tête avec un léger avantage, Lioubov Egorova assurant la victoire de son équipe lors du dernier relais. Lors de la dernière course, Lazutina termine cinquième d'une course remportée par Belmondo devant deux athlètes de la CEI, Egorova et Välbe.
L'année suivante, Lazutina remporte son premier titre mondial individuel en s'imposant lors cinq kilomètres des mondiaux disputés à Falun. Elle devance sa compatriote Lioubov Egorova et la Norvégienne Trude Dybendahl. Cette place lui permet également de partir en tête de la poursuite qu'elle termine en deuxième position derrière Stefania Belmondo. Elle termine également deux fois à la quatrième place, sur le quinze kilomètres classique et sur le trente kilomètres. Elle fait également partie du relais, avec Välbe, Nina Gavriliouk et Egorova qui s'impose devant l'Italie et la Norvège. Elle termine à la quatrième place du classement général de la coupe du monde, derrière Lyubov Egorova, Elena Välbe et Stefania Belmondo.
Les Jeux olympiques de 1994 se déroulent à Lillehammer en Norvège. Elle termine à la cinquième place du quinze kilomètres. Elle termine ensuite à la sixième place du cinq kilomètres classique, remporté par Lioubov Egorova devant Manuela Di Centa et Marja-Liisa Kirvesniemi. Deux jours plus tard, elle termine quatrième de la poursuite, Egorova et Di Centa conservant les deux premières places, la médaille de bronze étant prise par Stefania Belmondo. Le relais russe, composé de Välbe, Lazutina, Gavriljuk et Egorova, conserve son titre olympique, devant la Norvège et l'Italie.
La domination du ski de fond féminin par la Russie continue lors de la compétition majeure suivante, les mondiaux 1995 disputés à Thunder Bay au Canada. Lazutina remporte les trois premières courses, le quinze kilomètres, le cinq kilomètres classique et la poursuite, devançant à chaque fois une compatriote, Elena Välbe lors du quinze classique, Nina Gawriljuk sur les deux autres. Le podium de la poursuite est complété par une troisième fondeuse russe, Olga Danilova. L'équipe russe remporte ensuite le relais, avec Danilova, Lazutina, Välbe et Gawriljuk. La dernière épreuve féminine, le trente kilomètres, est remportée par Välbe, Lazutina terminant cinquième.
Lors des deux saisons suivantes, elle termine troisième du classement de la coupe du Monde, derrière Elena Välbe et Nina Gavriliouk en 1995, les fondeuses russes occupant les cinq premières places, derrière Manuela Di Centa et Elena Välbe en 1996. Lors de l'année 1995, elle remporte le trente kilomètres d'Oslo. À Trondheim en Norvège, pour les mondiaux 1997, elle termine dixième du quinze kilomètres, quatrième du cinq kilomètres, dont le podium est composé de Elena Välbe, Stefania Belmondo et Olga Danilova, et sixième de la poursuite. Elle est présente au sein du relais russe, également composé d'Olga Danilova, Nina Gavriliouk et Elena Välbe remporte un nouveau titre mondial, devant la Norvège et l'Italie.
Pour ses débuts lors des Jeux de Nagano, Larisa Lazutina mène une grande partie du quinze kilomètres classique avant que sa compatriote Olga Danilova ne la devance de 5,6 secondes. Quatrième lors du passage intermédiaire, elle finit en tête du cinq kilomètres classique, devançant la Tchèque Kateřina Neumannová de 4,8 secondes. Cette place lui permet de partir en tête de la poursuite, où elle s'impose finalement devant Olga Danilova et Neumannová,,. Danilova et Lazutina sont associées lors du relais quatre fois cinq kilomètres, avec Nina Gavriliouk et Elena Välbe s'avère décisive lors du troisième relais en donnant un avantage de 23,8 secondes à Lazutina qui remporte ainsi sa troisième médaille d'or,. Julija Tchepalova remporte le trente kilomètres, cinquième victoires en cinq courses pour les représentantes russes, devant Stefania Belmondo et Lazutina qui remporte sa cinquième médaille lors de cette édition. En fin de saison, elle remporte également le classement général de la coupe du monde où elle devance la Norvégienne Bente Skari et Stefania Belmondo.
Lors de la saison suivante, elle termine cinquième du classement général de la coupe du monde, classement remporté par Bente Skari devant Stefania Belmondo, Nina Gavriliouk et Olga Danilova. Lors des mondiaux disputés à Ramsau en Autriche, elle remporte un nouveau titre mondial avec le relais, avec Olga Danilova, Anfisa Reztsova et Nina Gawriljuk. Elle dispute également le trente kilomètres, où elle devance Olga Danilova et l'Estonienne Kristina Šmigun. Elle retrouve une place sur le podium du classement général de la coupe du monde lors de la saison 1999-2000 avec la troisième place derrière Bente Skari et Kristina Šmigun-Vähi. De nouveau troisième de la saison suivante, remportée par Julija Tchepalova devant Bente Skari, elle remporte deux médailles individuelles lors des mondiaux de Lahti, l'argent lors de la poursuite derrière la Finlandaise Virpi Kuitunen et le bronze du dix kilomètres classique derrière Bente Skari et Olga Danilova. Elle remporte une troisième médaille lors de cette édition avec l'or obtenu sur le relais en compagnie d'Olga Danilova, Julija Tchepalova et Nina Gavriljuk.
Lors des Jeux olympiques de 2002 de Salt Lake City, elle participe à la première course féminine, le quinze kilomètres libre. Lors des derniers mètres, elle est devancée par Stefania Belmondo qui remporte ainsi l'or. Sur le dix kilomètres classique, réalise le meilleur temps, devant Bente Skari-Martinsen et Yuliya Chepalova, Lazutina obtenant la quatrième place. Lors de la première course de la poursuite, disputée le matin sur un cinq kilomètres classique, elle est devancée par sa compatriote Olga Danilova. Les deux fondeuses Russes conservent ces place lors du cinq kilomètres style libre disputé le même jour, devant la Canadienne Beckie Scott. Elle est ensuite interdite de prendre le départ sur le relais, en raison d'un taux d'hémoglobine trop élevé lors du contrôle sanguin précédant la course. Elle est toutefois autorisée à concourir sur le trente kilomètres où elle réalise le meilleur temps, avec près de deux minutes d'avance sur l'Italienne Gabriella Paruzzi. Le lendemain de cette course, le CIO révèle que trois athlètes sont disqualifiés, le fondeur espagnol Johann Muehlegg et les fondeuses russes, Larisa Lazutina et Olga Danilova. Lazutina et Muehlegg, vainqueurs respectivement du trente et du cinquante kilomètres, sont destitués de leur titre, au profit de Paruzzi et du Russe Mikhaïl Ivanov. En juin 2002, le conseil de la FIS déclare que Lazutina est déclarée coupable de dopage pour des contrôles positifs au darbepoetin, molécule analogue à l'érythropoïétine, en décembre 2001. En conséquence, elle est suspendue du suspendre Mme Lazutina pendant deux ans, du 8 décembre 2001 au 7 décembre 2003 et les résultats qu'elle a obtenus durant cette période sont annulés. Cette décision est confirmée par le Tribunal arbitral du sport. Après un appel de Lazutina, le Tribunal fédéral suisse confirme que le TAS est indépendant et que ses décisions sont parfaitement légales. Le CIO demande ainsi la restitution des deux autres médailles olympiques obtenues par Lazutina à Salt Lake City.
Cette suspension met fin à sa carrière sportive.

## Vie privée
Elle se marie avec un autre fondeur Gennady Lazutin.

## Palmarès

### Jeux olympiques
Larisa Lazutina participe à quatre éditions Jeux olympiques, d'Albertville en 1992 à Salt Lake City en 2002. Elle remporte sept médailles, cinq titres, dont trois avec le relais quatre fois cinq kilomètres, d'abord sous les couleurs de la Communauté des États indépendants (CEI) puis de la Russie, le cinq kilomètres et la poursuite lors des Jeux de Nagano en 1998, édition où elle remporte cinq médailles en cinq épreuves, avec également l'argent du quinze kilomètres libre et le bronze du trente kilomètres.
Lors des Jeux de Salt Lake City, elle participe à quatre épreuves. Elle termine deuxième du quinze kilomètres libre et troisième du dix kilomètres classique. Interdite de prendre le départ sur le relais quatre fois cinq kilomètres, elle est ensuite autorisée à participer au trente kilomètres où elle s'impose, avant d'être déchue de son titre par Comité international olympique (CIO). En juin 2003, après les recours perdus par la fondeuse russe, le CIO annonce que ses résultats lors des Jeux de Salt Lake City sont annulés.
| Édition / Épreuve   | 5 km                             | 10 km                            | Poursuite    | 15 km        | 30 km        | 4 × 5 km            |
| ------------------- | -------------------------------- | -------------------------------- | ------------ | ------------ | ------------ | ------------------- |
| Albertville 1992    | 7e                               | Épreuve inexistante à cette date | 8e           |              | 5e           | Or                  |
| Lillehammer 1994    | 6e                               | Épreuve inexistante à cette date | 4e           | 5e           |              | Or                  |
| Nagano 1998         | Or                               | Épreuve inexistante à cette date | Or           | Argent       | Bronze       | Or                  |
| Salt Lake City 2002 | Épreuve inexistante à cette date | Disqualifiée                     | Disqualifiée | Disqualifiée | Disqualifiée | Interdite de course |

Légende :
- : première place, médaille d'or
- : deuxième place, médaille d'argent
- : troisième place, médaille de bronze
- : épreuve non disputée lors de cette édition
- cellule vide : résultat inconnu

### Championnats du monde
Larisa Lazutina remporte[Combien ?] médailles mondiales : onze titres, font six sur le relais quatre fois cinq kilomètres, trois d'argent et deux de bronze. Lors de l'édition de Thunder Bay en 1995, elle remporte quatre médailles d'or en cinq courses.
| Édition / Épreuve        | 5 km                             | 10 km                            | 10 km                            | Poursuite                        | 15 km                            | 20 km                            | 30 km  | 4 × 5 km |
| Édition / Épreuve        | 5 km                             | Libre                            | Classique                        | Poursuite                        | 15 km                            | 20 km                            | 30 km  | 4 × 5 km |
| ------------------------ | -------------------------------- | -------------------------------- | -------------------------------- | -------------------------------- | -------------------------------- | -------------------------------- | ------ | -------- |
| Oberstdorf 1987          |                                  | Épreuve inexistante à cette date |                                  | Épreuve inexistante à cette date | Épreuve inexistante à cette date | Bronze                           |        | Or       |
| Lahti 1989               | Épreuve inexistante à cette date | 8e                               |                                  | Épreuve inexistante à cette date | 9e                               | Épreuve inexistante à cette date | Argent | —        |
| Falun 1993               | Or                               | Épreuve inexistante à cette date | Épreuve inexistante à cette date | Argent                           | 4e                               | Épreuve inexistante à cette date | 4e     | Or       |
| Thunder Bay 1995         | Or                               | Épreuve inexistante à cette date | Épreuve inexistante à cette date | Or                               | Or                               | Épreuve inexistante à cette date | 5e     | Or       |
| Trondheim 1997           | 4e                               | Épreuve inexistante à cette date | Épreuve inexistante à cette date | 6e                               | 10e                              | Épreuve inexistante à cette date | 4e     | Or       |
| Ramsau am Dachstein 1999 |                                  | Épreuve inexistante à cette date | Épreuve inexistante à cette date |                                  | 8e                               | Épreuve inexistante à cette date | Or     | Or       |
| Lahti 2001               | Épreuve inexistante à cette date | Épreuve inexistante à cette date | Bronze                           | Argent                           | 7e                               | Épreuve inexistante à cette date | Annulé | Or       |

Légende :
- : première place, médaille d'or
- : deuxième place, médaille d'argent
- : troisième place, médaille de bronze
- : épreuve non disputée lors de cette édition
- cellule vide : résultat inconnu

### Coupe du monde
Larisa Lazutina remporte le classement général de la Coupe du monde à deux reprises, en 1989-1990 et 1997-1998.
Elle obtient 65 podiums individuels : 22 victoires, 20 deuxièmes places et 23 troisièmes places. Elle gagne treize fois en relais.

### Victoires individuelles en Coupe du monde
| Numéro | Date             | Lieu                                          | Discipline           |
| ------ | ---------------- | --------------------------------------------- | -------------------- |
| 1      | 15 décembre 1989 | Canada                                        | 15 km classique      |
| 2      | 21 février 1993  | Falun (Championnats du monde)                 | 5 km classique       |
| 3      | 20 mars 1994     | Thunder Bay                                   | 5 km classique       |
| 4      | 11 février 1995  | Oslo                                          | 30 km classique      |
| 5      | 10 mars 1995     | Thunder Bay (Championnats du monde)           | 15 km classique      |
| 6      | 12 mars 1995     | Thunder Bay (Championnats du monde)           | 5 km classique       |
| 7      | 14 mars 1995     | Thunder Bay (Championnats du monde)           | 15 km de poursuite   |
| 8      | 17 décembre 1995 | Santa Caterina                                | 10 km classique      |
| 9      | 22 novembre 1997 | Beitostølen                                   | 5 km libre           |
| 10     | 16 décembre 1997 | Val di Fiemme                                 | 15 km libre          |
| 11     | 11 mars 1998     | Falun                                         | 5 km libre           |
| 12     | 14 mars 1998     | Oslo                                          | 30 km classique      |
| 13     | 28 février 1999  | = Ramsau am Dachstein (Championnats du monde) | 30 km classique      |
| 14     | 7 mars 1999      | Lahti                                         | 10 km classique      |
| 15     | 13 mars 1999     | Falun                                         | 30 km classique      |
| 16     | 12 décembre 1999 | Sappada                                       | 7,5 km libre         |
| 17     | 12 janvier 2000  | Nové Město                                    | 10 km classique      |
| 18     | 5 février 2000   | Lillehammer                                   | 5 + 5 km (poursuite) |
| 19     | 5 mars 2000      | Lahti                                         | 15 km classique      |
| 20     | 10 mars 2001     | Oslo                                          | 30 km classique      |
| 21     | 18 mars 2001     | Falun                                         | 10 km classique      |

#### Classements détaillés
| Saison / Épreuve | Saison / Épreuve | Général | Général | Distances | Distances | Sprint | Sprint |
| ---------------- | ---------------- | ------- | ------- | --------- | --------- | ------ | ------ |
| Saison / Épreuve | Saison / Épreuve | Class.  | Points  | Class.    | Points    | Class. | Points |
| 1983-1984        | 1983-1984        | 49e     | 6       | –         | –         | –      | -      |
| 1984-1985        | 1984-1985        | –       | –       | –         | –         | –      | -      |
| 1985-1986        | 1985-1986        | 25e     | 12      | –         | –         | –      | -      |
| 1986-1987        | 1986-1987        | 13e     | 46      | –         | –         | –      | -      |
| 1987-1988        | 1987-1988        | –       | –       | –         | –         | –      | -      |
| 1988-1989        | 1988-1989        | 5e      | 89      | –         | –         | –      | -      |
| 1989-1990        | 1989-1990        | 1er     | 146     | –         | –         | –      | -      |
| 1990-1991        | 1990-1991        | –       | –       | –         | –         | –      | -      |
| 1991-1992        | 1991-1992        | 11e     | 45      | –         | –         | –      | -      |
| 1992-1993        | 1992-1993        | 4e      | 519     | –         | –         | –      | -      |
| 1993-1994        | 1993-1994        | 5e      | 458     | –         | –         | –      | -      |
| 1994-1995        | 1994-1995        | 3e      | 785     | –         | –         | –      | -      |
| 1995-1996        | 1995-1996        | 3e      | 732     | –         | –         | –      | -      |
| 1996-1997        | 1996-1997        | 8e      | 366     | 6e        | 136       | 10e    | 130    |
| 1997-1998        | 1997-1998        | 1er     | 773     | 1er       | 293       | 2e     | 480    |
| 1998-1999        | 1998-1999        | 5e      | 648     | 3e        | 343       | 6e     | 305    |
| 1999-2000        | 1999-2000        | 3e      | 1008    | 3e        | 553       | 15e    | 95     |
| 2000-2001        | 2000-2001        | 3e      | 893     | –         | –         | 15e    | 103    |
| 2001-2002        | 2001-2002        | 54e     | 44      | –         | –         | –      | -      |

## Distinctions
En 1998, elle reçoit la médaille Holmenkollen. La même année, elle obtient le titre de héros de la fédération de Russie.